# Ariel Gade
Ariel Gade (* 1. květen 1997, San José, USA) je americká filmová herečka.

## Počátky
Narodila se a žije v San José v USA.

## Kariéra
Před kamerou se objevila poprvé v roce 2003 a to konkrétně v televizním filmu Then Came Jones. Vidět jsme jí poté mohli v několika seriálech, z nichž nejvýznamnější je účinkování v seriálu Invaze, za který byla dvakrát nominována na Young Artist Award. Spatřit jsme jí mohli i v celovečerních filmech jako Vetřelci vs Predátor 2 nebo Temné vody.

## Ocenění
Za seriál Invaze byla dvakrát nominována na cenu Young Artist Award, úspěšná však nebyla ani jednou.

## Filmografie

### Filmy
- 2004 - Závist
- 2005 - Temné vody
- 2007 - Vetřelci vs. Predátor 2
- 2009 - Dobrodružství severu 3D
- 2011 - Some Guy Who Kills People

### Televizní filmy
- 2003 - Then Came Jones

### Seriály
- 2003 - Křižovatky mediciny
- 2005-2006 - Invaze
- 2009 - Asteroid Kassandra, NCIS: Los Angeles